# Heckberger Wald
Der Heckberger Wald, auch der Heck oder Im Heck genannt, ist ein Waldgebiet am Dreiländereck von Rhein-Sieg-Kreis, Rheinisch-Bergischem Kreis und Oberbergischem Kreis in Nordrhein-Westfalen im Bergischen Land, das größtenteils zum zuletzt genannten Kreis und zudem zu den größten zusammenhängenden Waldgebieten im Naturpark Bergisches Land gehört.
Zugleich ist der Heckberger Wald laut dem Handbuch der naturräumlichen Gliederung Deutschlands eine naturräumliche Einheit mit der Ordnungsnummer 339.3 und gehört zu dem übergeordneten Naturraum 339 (Oberagger- und Wiehltalland).

## Geographie

### Lage
Der Heck liegt zwischen Engelskirchen im Norden, dessen Ortsteil Ründeroth im Nordosten, Bielstein im Osten, Drabenderhöhe im Südosten, Much im Süden, dem Overather Ortsteil Federath im Südwesten und dem Engelskirchener Ortsteil Loope im Westen. Die höchste Erhebung des Hecks ist mit 383,4 m ü. NHN der Heckberg. Mit dessen westlichem Nachbar Kleiner Heckberg (348,1 m) liegt hier der höchste Punkt des Rheinisch-Bergischen Kreises. Nördlich vorbei fließt – südlich parallel zur dortigen Bundesautobahn 4 – etwa in Ost-West-Richtung die Agger, am Südrand entspringt deren Zufluss Naafbach.

### Naturräumliche Zuordnung
Das Waldgebiet bildet in der naturräumlichen Haupteinheitengruppe Süderbergland (Nr. 33) und in der Haupteinheit Oberagger- und Wiehltalland (339) die Untereinheit Heckberger Wald (339.3). Nach Norden fällt die Landschaft in die Untereinheit Oberaggertal (339.1) ab, und nach Osten und Südosten leitet sie in die Untereinheit Wiehlbergland (339.2) über. In der benachbarten Haupteinheit Bergische Hochflächen (338) schließt sich im Süden die Untereinheit Mucher Hochfläche (338.5) an, im Südwesten in der Untereinheit Agger-Sülz-Hochflächen (338.4) der Naturraum Marialinder Riedelland (338.43) und im Westnordwesten der Naturraum Overather Aggertal (338.42).

## Geologie und Landschaftsbild
Der Heckberger Wald ist ein kleines geschlossenes Waldgebirge mit starker Reliefenergie, das hauptsächlich nach Norden zur Agger entwässert. Der Untergrund der Kuppen und breit ausladenden Höhenzüge wird überwiegend durch Grauwackensandstein und -quarzite gebildet. Zwischen den 300 und 380 m hohen Erhebungen senken sich bis zu 150 m tiefe Kerbtäler ein.
Das Waldgebiet ist mehrheitlich geschlossen und mit Laub- und Mischwaldgesellschaften bestanden. Ein paar Rodungsinseln sind in Form von Weilern besiedelt, wie dem zu Overath gehörenden Schalken.

## Bergbau
Schon in römischer Zeit wurde im Heck Bergbau betrieben. Die Kupfergrube Schalken datiert in die Zeit der ersten Hälfte des 2. Jahrhunderts. In den Jahren 1838 bis 1896 wurde in der auf dem Heckberg liegenden Grube Silberkaule Erzbergbau betrieben.

## Militärische Nutzung
Im Ostteil des Waldes bei Brächen befand sich das 55 ha große Munitions-Teil-Depot Brächen. Dort lagerte neben Munition auch anderes Material der Bundeswehr. Das Depot war über eine Pumpstation an die NATO-Pipeline angebunden und besaß eine Tankstelle, Werkstätten, ein Heizwerk, einen Wasserbehälter und einen hohen Wachturm, der aus Sicherheitsgründen 2005 gesprengt wurde. Das Gelände mit seinen Hallen und Wachvorrichtungen wird seit 1996 sich selbst überlassen.
In der Nähe des Depots befinden sich die Fundamente einer V1-Abschussrampe aus dem Zweiten Weltkrieg.